# Мителштетен (Горњи Бајерн)
Мителштетен (њем. Mittelstetten) град је у њемачкој савезној држави Баварска. Једно је од 23 општинска средишта округа Фирстенфелдбрук. Према процјени из 2010. у граду је живјело 1.683 становника. Посједује регионалну шифру (AGS) 9179137.

## Географски и демографски подаци
Мителштетен се налази у савезној држави Баварска у округу Фирстенфелдбрук. Град се налази на надморској висини од 514 метара. Површина општине износи 18,6 km². У самом граду је, према процјени из 2010. године, живјело 1.683 становника. Просјечна густина становништва износи 90 становника/km².